# Aeropuerto Municipal de Oceanside
El Aeropuerto Municipal de Oceanside o el Oceanside Municipal Airport (IATA: OCN, OACI: KOKB, FAA LID: OKB) es un aeropuerto localizado a dos millas (3 km) al noreste del distrito central de negocios de Oceanside, una ciudad en el Condado de San Diego, California, Estados Unidos. El aeropuerto cubre 43 acres (170,000 m²) y tiene una pista. Es usado principalmente para la aviación general.
Aunque la mayoría de los aeropuertos de los Estados Unidos usan las tres letras del identificador de ubicación para la FAA y IATA, el Aeropuerto Municipal de Oceanside se le asignó OKB por la FAA y OCN por IATA (en la cual se le asignó OKB a Orchid Beach, Fraser Island, Queensland, Australia). El identificador ICAO del aeropuerto es KOKB.

 El identificador de la FAA OCN pertenece a Oceanside VORTAC 4 millas al oeste-noroeste del Aeropuerto de Oceanside.